# Christ Church Picture Gallery
La Christ Church Picture Gallery (Pinacoteca del collegio di Christ Church) si trova all'interno del collegio di Christ Church ad Oxford, in Gran Bretagna.
Si tratta dell'unico museo d'arte di un college nel Regno Unito. Espone opere di Agostino Carracci, Annibale Carracci, Ludovico Carracci, Antoon Van Dyck, Corrado Giaquinto ecc. Straordinaria è la collezione di disegni, tra le più consistenti al mondo.

## Storia
La collezione d'arte del collegio di Christ Church venne formandosi nel corso di tre secoli attraverso successive donazioni. Un tempo ospitata nella settecentesca biblioteca, oggi è ospitata in un edificio moderno, seminterrato e illuminato, per quanto possibile, dalla luce naturale. Il nucleo più antico della collezione è la raccolta di circa 2.500 stampe donate al collegio da Henry Aldrich (1647-1710), comprendente lavori di Mantegna, Dürer e Marcantonio Raimondi, stampe topografiche francesi e ritratti inglesi a mezzatinta. Esso sono in larga parte conservate ancora negli album originali, di gusto barocco.
La seconda importante donazione fu quella del generale John Guise (nel 1723), probabilmente ispirato da Aldrich stesso, comprendente alcune stampe, duecento dipinti (tra cui un suo ritratto di Joshua Reynolds e opere di Lorenzo Lotto, Tintoretto, Veronese, Annibale Carracci e Van Dyck) e circa duemila disegni, tra cui la collezione "enciclopedica" dei maestri italiani, divisi in fiorentini, senesi, romani, napoletani, bolognesi, genovesi e veneziani con capolavori, tra gli altri, di Giovanni Bellini, Leonardo, Raffaello, Michelangelo e Pontormo, mentre tra i non italiani spiccano Hugo van der Goes, Dürer, Rubens e Jusepe de Ribera. La terza fu di William Thomas Horner Fox-Strangways (nel 1828 e nel 1834), comprendente trentasei dipinti di "primitivi italiani", ovvero lavori gotici e del primo Rinascimento anteriori al 1490.
Sono seguite poi altre donazioni minori, come quella dei nipoti di Walter Savage Landor (ventisei dipinti di antichi maestri italiani), e quella di Sir Richard Lysle Nosworthy (undici lavori di maestri italiani, olandesi e inglesi), seguite dalla donazione di vetri settecenteschi inglesi (Halding Bequest, 1966-68) e icone russe (Patterson Gift, 1980).
L'edificio odierno venne inaugurato dalla regina Elisabetta II nel 1968.

## Opere principali

### Dipinti

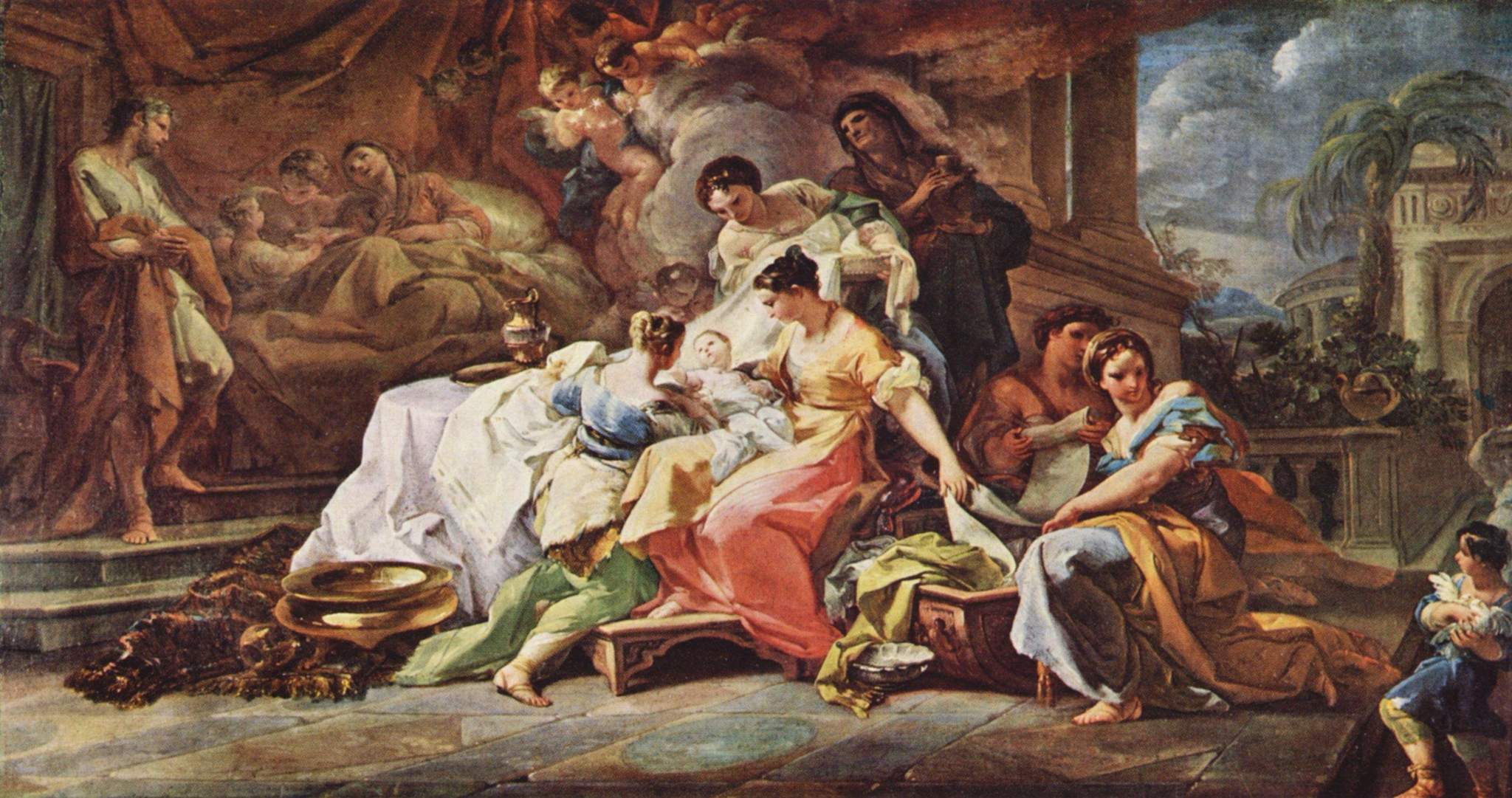
Corrado Giaquinto, Nascita della Vergine

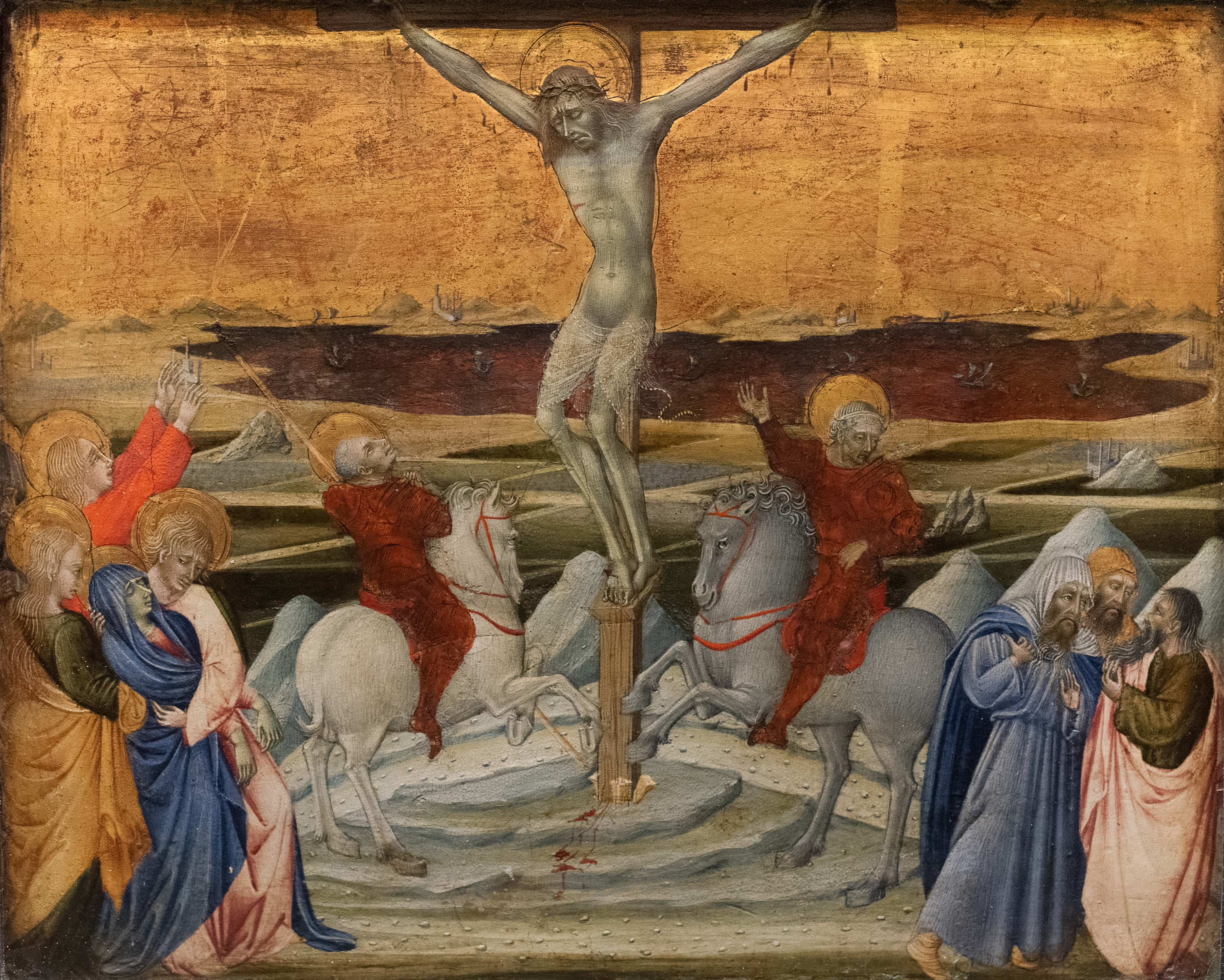
Calvario, Giovanni di Paolo

- Scuola di Duccio di Buoninsegna, Trittico on la Vergine in trono, Crocifissione e Stimmate di san Francesco
- Giovanni di Paolo, Calvario
- Scuola di Piero della Francesca (Luca Signorelli?), Madonna col Bambino e tre angeli
- Filippino Lippi, Centauro ferito
- Scuola lombarda della fine del XV secolo, Ritratto di Beatrice d'Este
- Ludovico Mazzolino, Pagamento del tributo
- Tintoretto, Ritratto di gentiluomo
- Veronese, Matrimonio mistico di santa Caterina
- Annibale Carracci, Bottega del macellaio; Madonna in gloria sulla città di Bologna
- Antoon van Dyck, Continenza di Scipione
- Salvator Rosa, Paesaggio roccioso con soldati
- Frans Hals, Ritratto di donna
- Filippo Lauri, Ventaglio con ratto di Europa
- Corrado Giaquinto, Nascita della Vergine
- Francesco Zuccarelli, Adorazione dei pastori

### Disegni

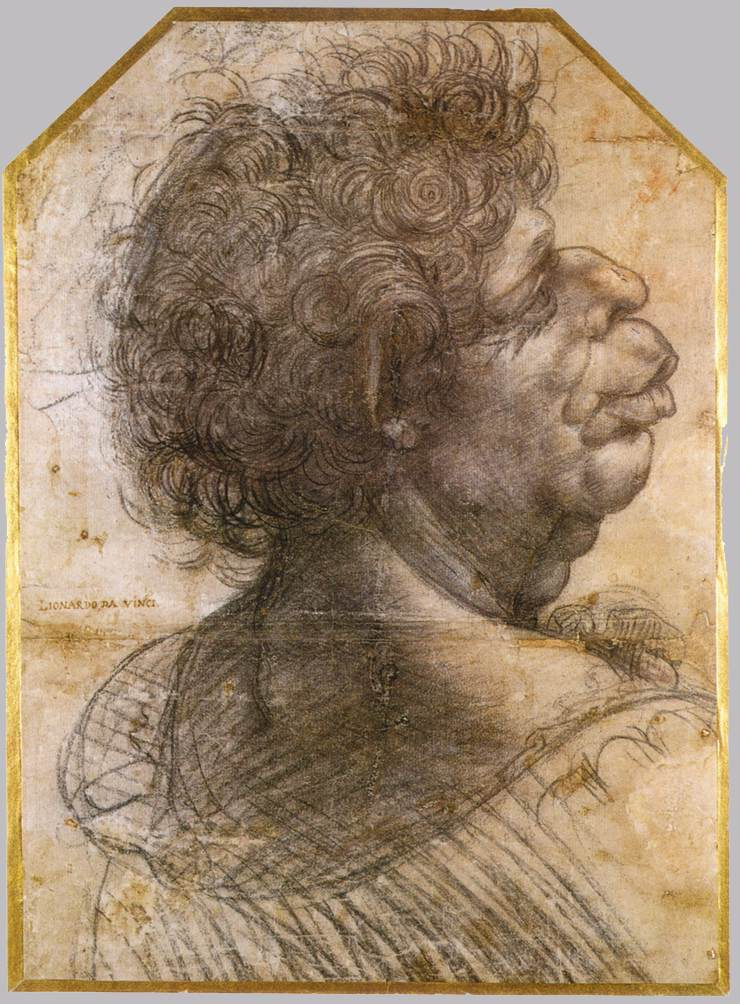
Leonardo da Vinci, Testa grottesca

- Filippino Lippi, Studi di figure dal Libro dei disegni di Vasari
- Andrea del Verrocchio, Testa femminile
- Hugo van der Goes, Giacobbe e Rachele
- Giovanni Bellini (attr.), Ritratto d'uomo
- Lorenzo Costa, Cristo in casa del fariseo
- Leonardo da Vinci, Testa grottesca
- Raffaello, Studio per Madonna col Bambino
- Albrecht Dürer, Studio per la tomba di un cavaliere e la sua sposa
- Tiziano (attr.), Madonna in trono con angeli, studio per una pala d'altare
- Michelangelo, Studi anatomici
- Pontormo, Studio per la Deposizione
- Jacob de Gheyn, Sabba di streghe
- Rubens, Quattro putti tra una vite
- Jusepe de Ribera, Sant'Irene
- Claude Lorrain, Paesaggio roccioso